# Limonia striopleura
Limonia striopleura är en tvåvingeart som först beskrevs av Edwards 1919.  Limonia striopleura ingår i släktet Limonia och familjen småharkrankar. Inga underarter finns listade i Catalogue of Life.